# Большеберезниковское сельское поселение
Большеберезниковское се́льское поселе́ние — муниципальное образование в Большеберезниковском районе Мордовии Российской Федерации.
Административный центр — село Большие Березники.

## История
Статус и границы сельского поселения установлены Законом Республики Мордовия от 1 декабря 2004 года № 95-З «Об установлении границ муниципальных образований Большеберезниковского муниципального района, Большеберезниковского муниципального района и наделении их статусом сельского поселения и муниципального района».
В 2019 году в Большеберезниковское сельское поселение были включены все населённые пункты упразднённого Русско-Найманского сельского поселения (сельсовета).

## Население
| 2002  | 2010  | 2012  | 2013  | 2014  | 2015  | 2016  |
| ----- | ----- | ----- | ----- | ----- | ----- | ----- |
| 7012  | ↘6953 | ↘6816 | ↗6838 | ↘6762 | ↘6681 | ↘6643 |
| 2017  | 2018  | 2019  | 2020  | 2021  |       |       |
| ↘6557 | ↘6502 | ↘6434 | ↗6971 | ↗7009 |       |       |

## Состав сельского поселения
| № | Населённый пункт  | Тип населённого пункта | Население |
| - | ----------------- | ---------------------- | --------- |
| 1 | Большие Березники | село                   | ↘6077     |
| 2 | Мариуполь         | деревня                | ↘215      |
| 3 | Николаевка        | село                   | ↘94       |
| 4 | Присурский        | посёлок                | ↗251      |
| 5 | Александровка     | посёлок                | ↘16       |
| 6 | Русские Найманы   | село                   | ↘717      |